# Hội chứng sợ

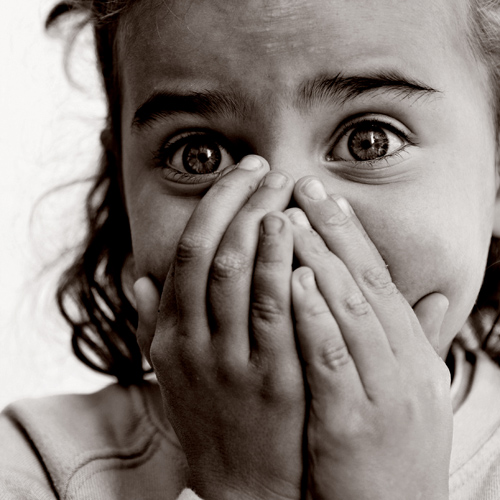
Mắt mở to, nhìn tứ phía, tai thu những tiếng động không cần thiết, tim đập nhanh, chân tê cóng, thở gấp những biểu hiện của sợ hãi

Hội chứng sợ, hay ám ảnh sợ hãi, (tiếng Anh: phobia, xuất phát từ tiếng Hy Lạp: Phobos φόβος, "ác cảm", "sợ hãi") khi sử dụng trong bối cảnh tâm lý học lâm sàng, là một loại rối loạn lo âu, thường được định nghĩa như là nỗi sợ hãi dai dẳng đối với một đối tượng hoặc một tình huống mà người đó luôn cố gắng tránh né, thường không liên quan đến sự nguy hiểm trong thực tế và được công nhận là sợ hãi không hợp lý. Nói cách khác, người mắc bệnh luôn có biểu hiện phản ứng vượt quá kiểm soát với một sự vật, hiện tượng mà đối với những người khác là quá bình thường hay không đến mức phải sợ hãi cao độ.
Nó bắt nguồn từ bẩm sinh hoặc do sự tác động tâm lý trong một hoàn cảnh nhất định. Trong trường hợp ám ảnh sợ hãi không thể tránh được hoàn toàn, người bệnh sẽ phải chịu đựng với sự căng thẳng rõ rệt, gây ra ảnh hưởng xấu đáng kể đến các hoạt động xã hội hoặc nghề nghiệp.